# Kalecik, Demirözü
Kalecik là một xã thuộc huyện Demirözü, tỉnh Bayburt, Thổ Nhĩ Kỳ. Dân số thời điểm năm 2010 là 591 người.